# Trentepohlia (Mongoma) albilatissima
Trentepohlia (Mongoma) albilatissima is een tweevleugelige uit de familie steltmuggen (Limoniidae). De soort komt voor in het Afrotropisch gebied.